# Hysni Burgaj
Hysni Burgaj (ur. 16 kwietnia 1960 w Szkodrze) – albański policjant, w latach 2009–2013 szef albańskiej Policji.

## Życiorys
W latach 1981–1984 studiował na uczelni Ministerstwa Spraw Wewnętrznych. Po odbyciu studiów rozpoczął pracę w Policji Ludowej, przekształconej w 1991 roku na Policję. W latach 90. i 2000. odbywał kursy policyjne między innymi w Stanach Zjednoczonych.
W latach 1992–2005 pracował w Tiranie, początkowo jako policjant w porcie lotniczym Tirana-Rinas, następnie był komendantem w tirańskim komisracie. 10 grudnia 2005 roku objął funkcję dyrektora placówki policji w Kukës, a 7 grudnia 2007 do lipca 2008 piastował tę samą funkcję w placówce w Gjirokastrze.
28 października 2009 został powołany na stanowisko dyrektora generalnego Policji, które piastował do 9 września 2013 roku.